# 十里堡站

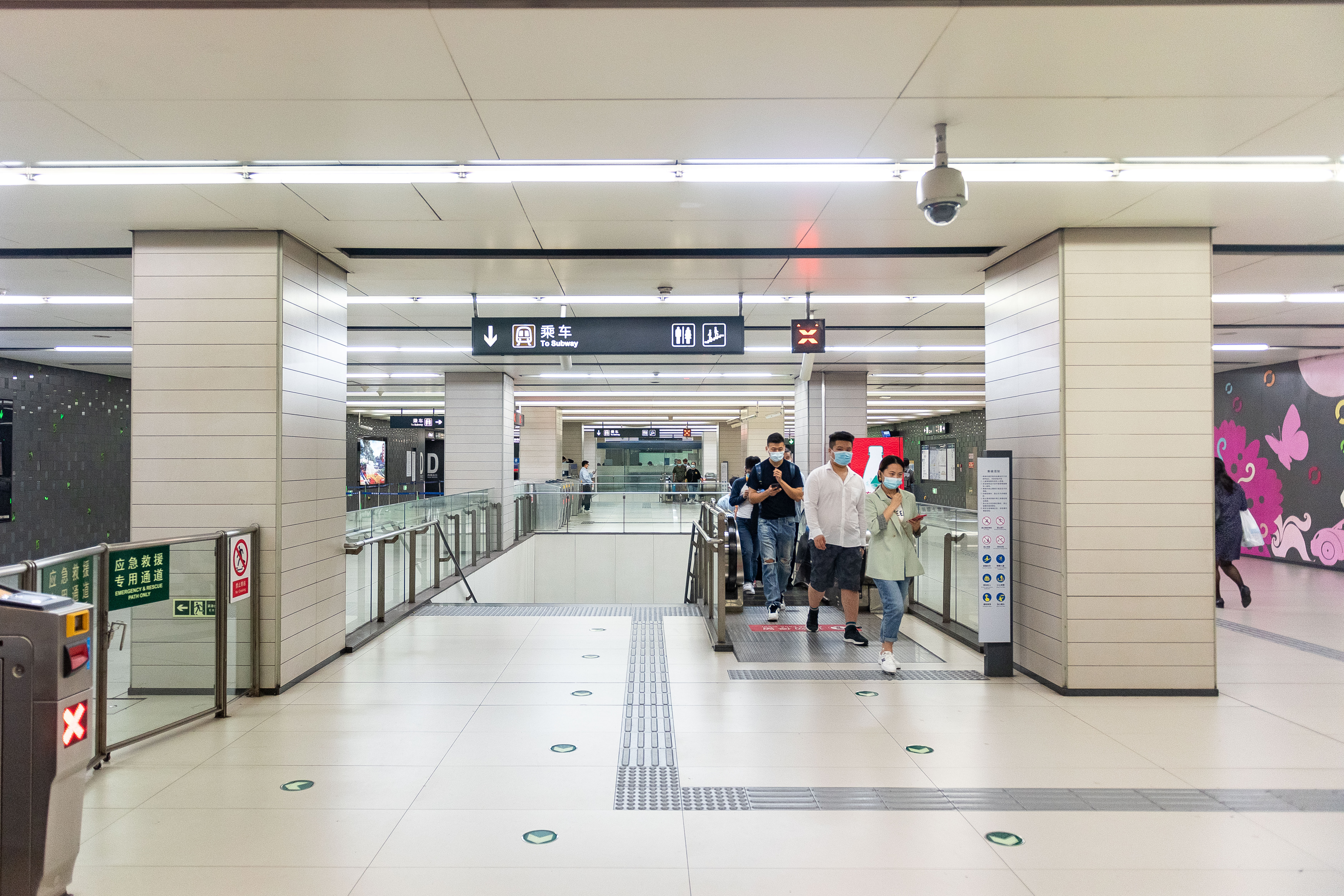
十里堡站站厅（2021年9月摄）

十里堡站是一个位于中国北京市朝阳区六里屯街道朝阳北路、十里堡路、石佛营路交叉口，属于北京地铁北京地铁6号线的地铁车站。于2012年12月30日投入使用。

## 位置
十里堡站位于东四环外，朝阳北路（东西向）和石佛营路－十里堡路（南北向）交汇处，呈东西向布置。

## 结构
十里堡站为地下二层车站，岛式站台设计，设4个出入口。车站工程长219.1米。
| 地面层          | 出入口                  | B—D出入口                        |
| 地下一层 站厅层 | 站厅                    | 票务服务、自动售票机、一卡通充值 |
| 地下二层 站台层 |                         | █ 6号线往金安桥（金台路）        |
| 地下二层 站台层 | 岛式站台，左側開门      |                                  |
| 地下二层 站台层 | █ 6号线往潞城（青年路） |                                  |

## 出入口
十里堡站目前开放3个出入口，A出入口则暂缓开通。
|                       |                  |                                          |      |            |
| 编号                  | 指示             | 建议前往的目的地                         | 照片 | 无障碍设施 |
| 出口 · B · 升降机标志 | 朝阳北路（北侧） | 石佛营路、晨光家园、十里堡南区、润枫嘉尚 |      |            |
| 出口 · C · 升降机标志 | 朝阳北路（南侧） | 十里堡北里、新华联丽景                   |      |            |
| 出口 · D              | 朝阳北路（南侧） | 八里庄南里、十里堡西里、碧水星阁         |      | 不適用     |
| 註： 設有             |                  |                                          |      |            |